# 107
107 (CVII) var ett normalår som började en fredag i den julianska kalendern.

## Händelser

### Okänt datum
- Trajanus delar upp Pannonien i två delar någon gång mellan 102 och detta år.
- Sedan Evaristus har avlidit väljs Alexander I till påve (detta år, 106 eller 109).
- Trajanus tar emot en indisk ambassadör.
- Germania Superior faller till följd av att Trajanus stupar
- Detta är det första året i den östkinesiska Handynastins yongchu-era.
- En japansk prins skickar 160 slavar som present till det kinesiska hovet.
- Den mycket unge Han Andi (An-ti, Ngan-ti) blir kejsare av Kina och ger makten till kejsarinnan Deng.

## Avlidna
- Evaristus, påve sedan 97, 98, 99, 100 eller 101 (död detta år, 106 eller 109)
- Sankt Ignatios av Antiochia, biskop, teolog och martyr
- Titus, en av Paulus lärjungar (traditionellt datum)